# Teatre Principal
 (mai 2020).
Si vous disposez d'ouvrages ou d'articles de référence ou si vous connaissez des sites web de qualité traitant du thème abordé ici, merci de compléter l'article en donnant les références utiles à sa vérifiabilité et en les liant à la section « Notes et références ».
Le Teatre Principal, précédemment appelé Teatre de la Santa Creu ou Teatre de l'Hospital, est un ancien théâtre de Barcelone situé au numéro 27 de La Rambla. Sa fondation en 1579 en faisait le plus vieux théâtre de la ville et l'un des plus anciens d'Espagne.

## Histoire
Le premier théâtre, la Casa i Corral de les Comèdies, a été construit grâce aux dons de terrains et de maisons effectués par Joan Bosch en faveur de l'Hôpital de la Sainte-Croix. Afin de maximiser les gains générés par les représentations théâtrales, censés couvrir les dépenses de l'hôpital, les chanoines ont sollicité l'octroi du privilège d'exclusivité auprès de Fernand de Tolède, lieutenant et capitaine général de Catalogne. Le privilège a été accordé le 30 avril 1579 et ratifié le 25 juillet 1587 par Philippe II d'Espagne en 1587.
À partir de 1840, le théâtre adopte le nom de Teatre Principal afin de se démarquer des nouveaux théâtres comme son rival le Gran Teatre del Liceu. Le changement de nom s'accompagne d'une rénovation architecturale menée par l'architecte Francesc Daniel Molina i Casamajó. Il accueille les grands artistes de l'époque, comme Francisca Soler de Ros.

### Déclin
Dès 1877, l'Hôpital tente de le vendre car il n'est plus rentable. Menacé de démolition en 1889 il ne doit son salut qu'à une mobilisation populaire. Progressivement, le Teatre Principal abandonne la programmation de spectacles d'opéra pour se reconvertir en salle de cinéma. Il est vendu en 1918 à une entreprise privée et commence à fonctionner comme un cinéma le 7 mars 1919, tout en continuant à proposer des représentations théâtrales et musicales. En 1924 et 1933, il subit deux incendies qui altèrent sa structure. 
Dans l'histoire du théâtre européen, il s'agit du dernier lieu où Federico García Lorca présente une œuvre de son vivant, le 13 décembre 1935 : Mademoiselle Rose ou le Langage des fleurs (avec Margarita Xirgu), avant son assassinat pendant la guerre d'Espagne en 1936. 
Le Teatre Principal cesse ses activités en janvier 2006. Brièvement rouvert en 2013, il ferme définitivement ses portes en 2017, attendant une possible réouverture.